# 36-os főút (Magyarország)
A 36-os számú főút Polgártól Nyíregyházáig ér.
Hossza 50 km.

## Története
1934-ben a kereskedelem- és közlekedésügyi miniszter 70 846/1934. számú rendelete lényegében a mai teljes hosszában harmadrendű főúttá nyilvánította, 333-as útszámozással; a 333-asnak Bűdszentmihályon (a mai Tiszavasváriban) rövid közös szakasza volt a Rakamaz és Hajdúböszörmény közti 334-es főúttal. A 36-os útszámozást akkor a Berettyóújfalu-Debrecen-Nyíregyháza-Záhony útvonal kapta meg; ezt a második világháború idején, az első és második bécsi döntések utáni időszakban Ungvár-Uzsokig hosszabbították meg.
Egy dátum nélküli, feltehetőleg 1950 körül készült közúthálózati térkép úgyszintén 333-as útszámmal jelölte, a 36-os útszám viszont már ki volt osztva ebben az időben: a mai 35-ös főút viselte.
2007 szeptemberéig jelentős volt a forgalma, mert az Ukrajna-Szlovákia felől érkező kamionok erre jártak Polgár, és az autópálya felé. Amikor megépült az M3-as Nyíregyházáig, a tranzitforgalom nagy része átcsoportosult oda.

## Települései, kapcsolódó utak
- Polgár , 33 123
- (Újtikos) 3637
- Tiszavasvári 3631, 3632, 3502, 3503
- Nagycserkesz 35 126, 3612, 36 126, 3636
- Nyíregyháza 36 129, 36 124, 35 127, 36 134, , 3317, , 3822, 3834,